# اف. ریچارد جونز
فرانک ریچارد جونز (انگلیسی: Frank Richard Jones) یک کارگردان فیلم، تهیه‌کننده اهل ایالات متحده آمریکا بود

## فیلم‌شناسی
- حریره و شیر (۱۹۳۳)
- ژست‌های مخاطره‌آمیز (۱۹۳۳)
- بولداگ درومند (۱۹۲۹)
- جهانگردی (۱۹۲۷)
- قانون هیچ‌کس (۱۹۲۷)
- کک‌های جنجال‌آفرین (۱۹۲۶)
- رقاص‌های پنج سنتی (۱۹۲۶)
- رَگِـدی رُز (۱۹۲۶)
- شیخ اعرابی (۱۹۲۳)
- چهارراه‌های نیویورک (۱۹۲۲)
- مالی ئو (۱۹۲۱)
- عشق، شرافت و سلوک (۱۹۲۰)
- پائین مزرعه (۱۹۲۰)
- یانکی دودل در برلین (۱۹۱۹)